# Neotibicen canicularis
Espèce
Neotibicen canicularis, la cigale caniculaire, est une espèce d'insectes hémiptères de la famille des Cicadidae (cigales), de la sous-famille des Cicadinae, de la tribu des Cryptotympanini (ou des Tibicenini selon les classifications), et du genre Neotibicen.

## Description
De 50 à 60 mm de longueur, l’insecte est verdâtre. La larve vit de deux à cinq ans dans le sol, se nourrissant des racines des arbres. Les générations alternent, de sorte que les adultes sont actifs tous les ans,,.

Répartition approximative

## Chant
Elle émet l’un des chants les plus typiques des cigales chanteuses nord-américaines. Il rappelle le bruit d’une petite scie circulaire. Le chant, émis par le mâle, s’entend surtout lors des journées chaudes. Dans le nord de sa répartition, aux États-Unis et au Canada, c’est surtout pendant les canicules qu’on l’entend.